# 바이 바이 러브
《바이 바이 러브》(영어: Bye Bye Love)는 미국에서 제작된 샘 와이스먼 감독의 1995년 로맨틱 코미디 영화이다. 매슈 모딘 등이 출연하였고, 게리 데이비드 골드버그 등이 제작에 참여하였다.

## 출연
- 매슈 모딘 - 데이브 골드먼 역
- 랜디 퀘이드 - 빅 더미코 역
- 폴 라이저 - 도니 카슨 역
- 저닌 거로펄로 - 루실 역
- 롭 라이너 - 데이비드 타운젠드 박사 역
- 에이미 브레너먼 - 수전 역
- 로스 맬린저 - 벤 골드먼 역
- 데이나 휠러니컬슨 - 하이디 슈밋 역
- 메이 휘트먼 - 미셸 골드먼 역
- 린지 크라우스 - 그레이스 역
- 앰버 벤슨 - 메그 더미코 역
- 캐머런 보이드 - 제드 더미코 역
- 제인 브룩 - 클레어 카슨 역
- 일라이자 두슈쿠 - 에마 카슨 역
- 조니 휘트워스 - 맥스 쿠퍼 역
- 마리아 피틸로 - 킴 역
- 브래드 홀 - 필 역
- 에드 플랜더스 - 월터 심스 역
- 웬들 피어스 - 헥터 역
- 대니 매스터슨 - 마이키 역
- 잭 블랙 - 파티 DJ 역
- 스티븐 루트 - 이웃 역 (크레디트 미기재)
- 마이클 스파운드 - 마이크 역
- 엘런 브리
- 켄 팁턴

## 기타 제작진
- 공동 제작: 마이클 맥도널드
- 협력 제작: 제임스 사이먼스
- 배역: 주디스 와이너
- 미술: 린다 더세나
- 세트: 릭 매켈빈
- 의상: 린다 M. 배스

## 우리말 녹음
KBS 성우진 (2001년 12월 30일)
- 이규화 - 데이브(매슈 모딘)
- 유해무 - 빅(랜디 퀘이드)
- 김환진 - 도니(폴 라이저)
- 최덕희 - 루실(저닌 거로펄로)
- 한상덕 - 타운젠드(롭 라이너)
- 김순영 - 수전(에이미 브레너먼)
- 성병숙 - 그레이스(린지 크라우스)
- 배정미 - 킴(마리아 피틸로)
- 최흘 - 월터(에드 플랜더스)
- 김정애 - 메그(앰버 벤슨)
- 임성표 - 잭(캐머런 보이드)
- 문지현 - 클레어(제인 브룩)
- 정미경 - 에마(일라이자 두슈쿠)
- 장호비 - 크레이그
- 임진응 - 맥스(조니 휘트워스)